# 承教寺
承教寺（じょうきょうじ）は東京都港区高輪に所在する日蓮宗の寺院。山号は長祐山。日蓮宗の信者であった英一蝶ゆかりの寺院である。本尊は曼荼羅、英一蝶筆の釈迦如来像。旧本山は大本山池上本門寺。池上芳師法縁。

## 沿革
一乗院日円により正安元年（1299年）に開かれた。当初は西久保（現在の港区虎ノ門）にあったが、江戸時代初めの承応2年（1653年）3月に現在の地に移転した。池上本門寺の末寺となる。江戸時代中期の延享2年（1745年）の大火に巻き込まれたとき、山門、仁王門、鐘楼は焼失を逃れ現存する。類焼した本堂は天明元年（1781年）に再建されたものである。
明治初期より明治37年（1904年）立正大学の前身である大檀林が当寺院に置かれた。
現在までに3名が当寺院の住職より大本山である池上本門寺の貫首となっている。
第55代内閣総理大臣石橋湛山の母親の実家である石橋家は承教寺の檀家だった。

## 施設
- 英一蝶の墓：本堂脇にある。東京都指定旧跡[1][注釈 1]。廃院になった塔頭の顕乗院 (けんじょういん) から改葬された[2]。
- 二本榎の碑：山門脇にある。

## 旧末寺
日蓮宗は昭和16年に本末を解体したため、現在では、旧本山、旧末寺と呼びならわしている。
- 長泉山妙福寺（東京都港区高輪）
- 朝日山安立寺（秋田県大館市花岡町猫鼻）